# Agrotis nocturna
Agrotis nocturna är en fjärilsart som beskrevs av Otto Staudinger 1915. Agrotis nocturna ingår i släktet Agrotis och familjen nattflyn. Inga underarter finns listade i Catalogue of Life.